# Antwerp Port Epic
L'Antwerp Port Epic è una corsa in linea maschile di ciclismo su strada che si svolge in Belgio, nella periferia della città di Anversa, con cadenza annuale. Dal 2018, anno di fondazione, è inserita nel calendario dell'UCI Europe Tour, classe 1.1.

## Albo d'oro
Aggiornato all'edizione 2025.
| Anno | Vincitore                | Secondo            | Terzo               |
| ---- | ------------------------ | ------------------ | ------------------- |
| 2018 | Guillaume Van Keirsbulck | Aksel Nõmmela      | Taco van der Hoorn  |
| 2019 | Aimé De Gendt            | Tim Merlier        | Timothy Dupont      |
| 2020 | Gianni Vermeersch        | Stan Dewulf        | Baptiste Planckaert |
| 2021 | Mathieu van der Poel     | Taco van der Hoorn | Tim Merlier         |
| 2022 | Florian Vermeersch       | Gianni Vermeersch  | Thibau Nys          |
| 2023 | Dries De Bondt           | Timo Kielich       | Quinten Hermans     |
| 2024 | Alexander Kristoff       | Emilien Jeannière  | Oded Kogut          |
| 2025 | Timo Kielich             | Rasmus Bøgh Wallin | Tim Merlier         |